# Eurovision Song Contest 1994
Eurovision Song Contest 1994, česky také Velká cena Eurovize 1994 (či jen Eurovize 1994), byl 39. ročník soutěže Eurovision Song Contest. Soutěž se konala 30. dubna 1994 v Dublinu v Irsku. Soutěž, organizovaná Evropskou vysílací unií (EVU) a veřejnoprávní Raidió Teilifís Éireann (RTÉ), se konala v Point Theatre poté, co v předchozím roce vyhrála Niamh Kavanagh s písní „In Your Eyes“, moderátory ročníku byli Cynthia Ní Mhurchú a Gerry Ryan. Poprvé soutěž pořádala jedna země dvakrát za sebou, předchozí ročník se konal v Millstreet.
Soutěže se zúčastnilo 25 zemí. Poprvé byl zaveden sestupový systém, aby byl redukován počet zájemců o účast. Soutěže se poprvé zúčastnilo 7 zemí – Estonsko, Maďarsko, Litva, Polsko, Rumunsko, Rusko a Slovensko. Naopak Belgie, Dánsko, Izrael, Lucembursko, Slovinsko a Turecko se zúčastnit nemohli, jelikož v předchozím roce skončili na konci výsledkové tabulky. Itálie se rozhodla ze soutěže odstoupit.
Vítězem se potřetí za sebou stalo Irsko, které reprezentovali Paul Harrington a Charlie McGettigan se skladbou „Rock 'n' Roll Kids“.

## Výsledky
| Pořadí | Země                | Interpret                                   | Skladba                                                   | Jazyk         | Umístění | Body |
| ------ | ------------------- | ------------------------------------------- | --------------------------------------------------------- | ------------- | -------- | ---- |
| 1.     | Švédsko             | Marie Bergman a Roger Pontare               | „Stjärnorna“                                              | švédština     | 13.      | 48   |
| 2.     | Finsko              | CatCat                                      | „Bye Bye Baby“                                            | finština      | 22.      | 11   |
| 3.     | Irsko               | Paul Harrington a Charlie McGettigan        | „Rock 'n' Roll Kids“                                      | angličtina    | 1.       | 226  |
| 4.     | Kypr                | Evridiki                                    | „Ime anthropos ki ego“ (Είμαι άνθρωπος κι εγώ)            | řečtina       | 11.      | 51   |
| 5.     | Island              | Sigga                                       | „Nætur“                                                   | islandština   | 12.      | 49   |
| 6.     | Spojené království  | Frances Ruffelle                            | „We Will Be Free (Lonely Symphony)“                       | angličtina    | 10.      | 63   |
| 7.     | Chorvatsko          | Tony Cetinski                               | „Nek' ti bude ljubav sva“                                 | chorvatština  | 16.      | 27   |
| 8.     | Portugalsko         | Sara                                        | „Chamar a música“                                         | portugalština | 8.       | 73   |
| 9.     | Švýcarsko           | Duilio                                      | „Sto pregando“                                            | italština     | 19.      | 15   |
| 10.    | Estonsko            | Silvi Vrait                                 | „Nagu merelaine“                                          | estonština    | 24.      | 2    |
| 11.    | Rumunsko            | Dan Bittman                                 | „Dincolo de nori“                                         | rumunština    | 21.      | 14   |
| 12.    | Malta               | Moira Stafrace a Christopher Scicluna       | „More than Love“                                          | angličtina    | 5.       | 97   |
| 13.    | Nizozemsko          | Willeke Alberti                             | „Waar is de zon“                                          | nizozemština  | 23.      | 4    |
| 14.    | Německo             | Mekado                                      | „Wir geben 'ne Party“                                     | němčina       | 3.       | 128  |
| 15.    | Slovensko           | Martin Ďurinda a Tublatanka                 | „Nekonečná pieseň“                                        | slovenština   | 19.      | 15   |
| 16.    | Litva               | Ovidijus Vyšniauskas                        | „Lopšinė mylimai“                                         | litevština    | 25.      | 0    |
| 17.    | Norsko              | Elisabeth Andreassen a Jan Werner Danielsen | „Duett“                                                   | norština      | 6.       | 76   |
| 18.    | Bosna a Hercegovina | Alma a Dejan                                | „Ostani kraj mene“                                        | bosenština    | 15.      | 39   |
| 19.    | Řecko               | Kostas Bigalis a the Sea Lovers             | „To trehandiri (Diri Diri)“ (Το τρεχαντήρι (Ντίρι Ντίρι)) | řečtina       | 14.      | 44   |
| 20.    | Rakousko            | Petra Frey                                  | „Für den Frieden der Welt“                                | němčina       | 17.      | 19   |
| 21.    | Španělsko           | Alejandro Abad                              | „Ella no es ella“                                         | španělština   | 18.      | 17   |
| 22.    | Maďarsko            | Friderika                                   | „Kinek mondjam el vétkeimet?“                             | maďarština    | 4.       | 122  |
| 23.    | Rusko               | Youddiph                                    | „Večnyj strannik“ (Вечный странник)                       | ruština       | 9.       | 70   |
| 24.    | Polsko              | Edyta Górniak                               | „To nie ja!“                                              | polština      | 2.       | 166  |
| 25.    | Francie             | Nina Morato                                 | „Je suis un vrai garçon“                                  | francouzština | 7.       | 74   |